# ユリ・シーガル
ユリ・シーガル（Uri Segal, 1944年3月7日 - ）は、イスラエル出身の指揮者。ウリ・セガル、ウリエル・セガル（Uriel Segal）とも呼ばれて（または名乗って）いる。

## 略歴
イスラエルのエルサレムに生まれる。7歳からヴァイオリンを学び、同地のルービン音楽アカデミーで音楽を学ぶ。1966年から1969年までロンドンのギルドホール音楽演劇学校で指揮法を学び、卒業後の1969年にコペンハーゲンで指揮者としてデビューを飾る。また卒業と同時に、ディミトリ・ミトロプーロス国際指揮者コンクールで1位を獲得する。翌年にはレナード・バーンスタインのアシスタントとニューヨーク・フィルハーモニックの副指揮者を務める。
1980年から1982年までボーンマス交響楽団の首席指揮者、1981年から1985年までフィルハーモニア・フンガリカの首席指揮者を務め、またイスラエル室内管弦楽団の芸術監督を歴任する。その一方で、アメリカでも活動し、1990年にシャトークア交響楽団の首席指揮者を務める（2007年まで）。
日本では、大阪センチュリー交響楽団（現・日本センチュリー交響楽団）を設立した一人として、発足時の1989年には常任指揮者を務める。その後は名誉指揮者となる。
私生活では1966年に結婚し、現在は息子と3人の娘と生活している。

## 録音
1970年代には、デッカ・レコードを中心に協奏曲の伴奏を担当していくつか残している。特にピアニストのラドゥ・ルプーのピアノ独奏によるモーツァルトのピアノ協奏曲第12番と第21番は有名である。またこの他にウラディーミル・アシュケナージと共演してシューマンのピアノ協奏曲も録音している。
1990年代に入ってからは、大阪センチュリー交響楽団のための委嘱作品のライヴ録音をカメラータ・トウキョウに行っている（主に池辺晋一郎や西村朗の現代作品など）。